# 希德
希德（塞爾維亞-克羅埃西亞語發音：[ʃîːd]）是塞爾維亞的城鎮，由斯雷姆州負責管轄，位於該國西北部，毗鄰與克羅地亞接壤的邊境，面積687平方公里，海拔高度113米，2011年人口14,839。

## 外部連結
- Russian Castle （页面存档备份，存于） （塞爾維亞文）
- Official Site of Šid （页面存档备份，存于） （塞爾維亞文）
- Šidski portal （页面存档备份，存于） （塞爾維亞文）